# Fabas (Haute-Garonne)
Pour les articles homonymes, voir Fabas.
Fabas est une commune française située dans l'ouest du département de la Haute-Garonne, en région Occitanie. Sur le plan historique et culturel, la commune est dans le pays de Comminges, correspondant à l’ancien comté de Comminges, circonscription de la province de Gascogne située sur les départements actuels du Gers, de la Haute-Garonne, des Hautes-Pyrénées et de l'Ariège.
Exposée à un climat océanique altéré, elle est drainée par le Touch, le ruisseau du Touch de Manan et par divers autres petits cours d'eau. La commune possède un patrimoine naturel remarquable composé de deux zones naturelles d'intérêt écologique, faunistique et floristique.
Le patrimoine architectural de la commune comprend un immeuble protégé au titre des monuments historiques :  l'église Saint-Pé-d'Arès, inscrite en 1991.
Fabas est une commune rurale qui compte 199 habitants en 2022, après avoir connu un pic de population de 901 habitants en 1866. Ses habitants sont appelés les Fabassiens ou  Fabassiennes.

## Géographie

### Localisation
La commune de Fabas se trouve dans le département de la Haute-Garonne, en région Occitanie.
Elle se situe à 55 km à vol d'oiseau de Toulouse, préfecture du département, à 27 km de Saint-Gaudens, sous-préfecture, et à 20 km de Cazères, bureau centralisateur du canton de Cazères dont dépend la commune depuis 2015 pour les élections départementales.
La commune fait en outre partie du bassin de vie de L'Isle-en-Dodon.
Les communes les plus proches sont : 
Peyrissas (3,3 km), Coueilles (4,0 km), Lussan-Adeilhac (4,1 km), Riolas (4,3 km), Labastide-Paumès (4,3 km), Saint-Frajou (4,3 km), Castelgaillard (4,5 km), Eoux (4,7 km).
Sur le plan historique et culturel, Fabas fait partie du pays de Comminges, correspondant à l’ancien comté de Comminges, circonscription de la province de Gascogne située sur les départements actuels du Gers, de la Haute-Garonne, des Hautes-Pyrénées et de l'Ariège.
Les communes limitrophes sont  Castelgaillard, Coueilles, Eoux, Labastide-Paumès, Lussan-Adeilhac, Peyrissas, Polastron, Saint-André, Saint-Frajou et Salherm.
| Saint-Frajou | Coueilles       | Castelgaillard, Labastide-Paumès |
| Salerm       | Fabas           | Polastron                        |
| Saint-André  | Eoux, Peyrissas | Lussan-Adeilhac                  |

### Géologie et relief
La superficie de la commune est de 1 868 hectares ; son altitude varie de 256  à   357 mètres.

### Hydrographie

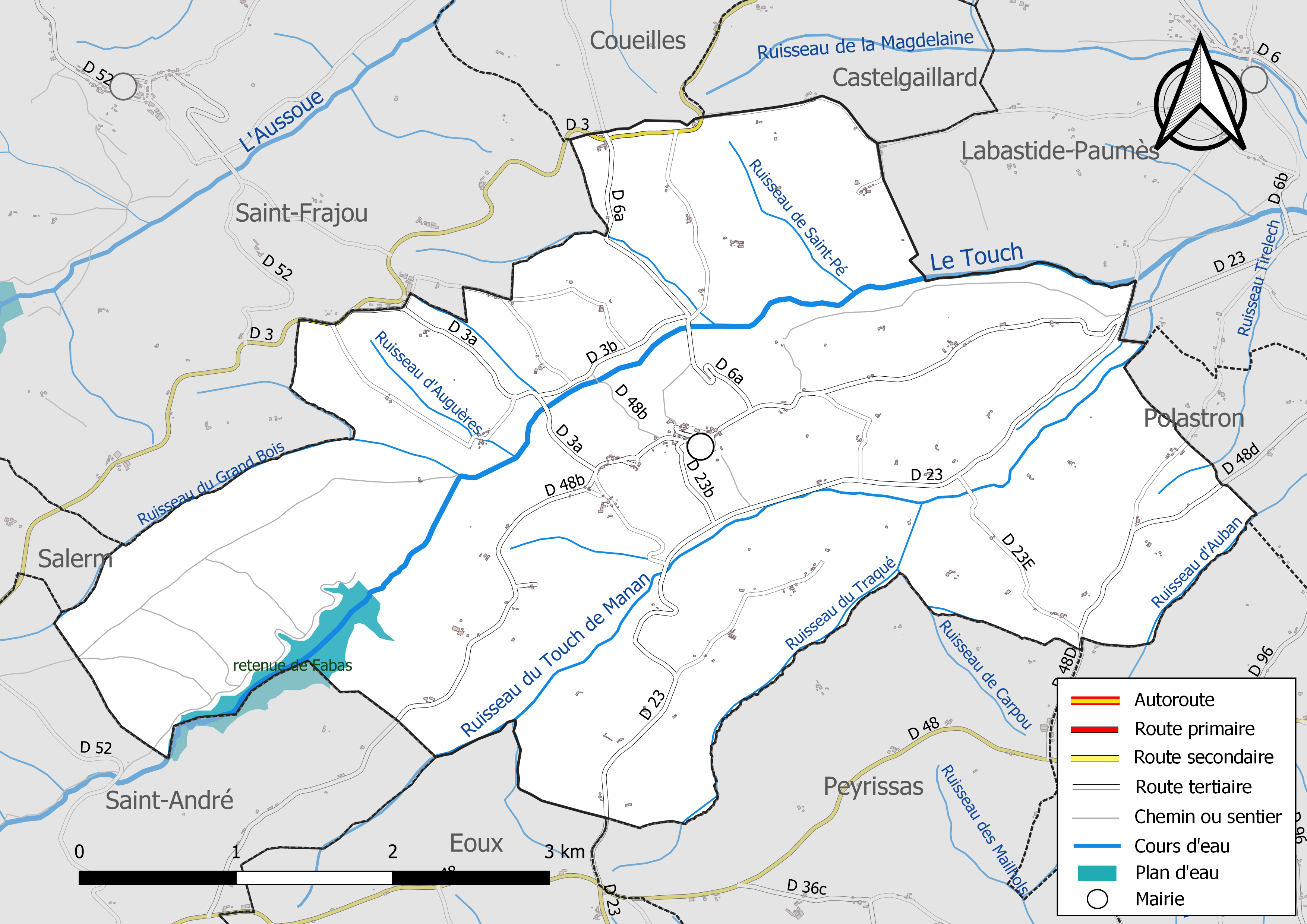
Réseaux hydrographique et routier de Fabas.

La commune est dans le bassin de la Garonne, au sein du bassin hydrographique Adour-Garonne. Elle est drainée par le Touch, le ruisseau du Touch de Manan, le ruisseau d'Auban, le ruisseau d'Auguères, le ruisseau de Carpou, le ruisseau de l'Andorte, le ruisseau de Saint-Pé, le ruisseau du Grand Bois, le ruisseau du Traqué, le ruisseau Tirelech et par divers petits cours d'eau, constituant un réseau hydrographique de 25 km de longueur totale,.
Le Touch, d'une longueur totale de 74,5 km, prend sa source dans la commune de Lilhac et s'écoule du sud-ouest vers le nord-est. Il traverse la commune et se jette dans la Garonne à Blagnac, après avoir traversé 29 communes.

### Climat
Pour des articles plus généraux, voir Climat de l'Occitanie et Climat de la Haute-Garonne.
En 2010, le climat de la commune est de type climat océanique altéré, selon une étude s'appuyant sur une série de données couvrant la période 1971-2000. En 2020, Météo-France publie une typologie des climats de la France métropolitaine dans laquelle la commune est toujours exposée à un climat océanique altéré et est dans la région climatique Aquitaine, Gascogne, caractérisée par une pluviométrie abondante au printemps, modérée en automne, un faible ensoleillement au printemps, un été chaud (19,5 °C), des vents faibles, des brouillards fréquents en automne et en hiver et des orages fréquents en été (15 à 20 jours).
Pour la période 1971-2000, la température annuelle moyenne est de 12,7 °C, avec une amplitude thermique annuelle de 15 °C. Le cumul annuel moyen de précipitations est de 854 mm, avec 9,1 jours de précipitations en janvier et 6,5 jours en juillet. Pour la période 1991-2020, la température moyenne annuelle observée sur la station météorologique la plus proche, située sur la commune de Palaminy à 19 km à vol d'oiseau, est de 13,2 °C et le cumul annuel moyen de précipitations est de 715,2 mm,. Pour l'avenir, les paramètres climatiques de la commune estimés pour 2050 selon différents scénarios d'émission de gaz à effet de serre sont consultables sur un site dédié publié par Météo-France en novembre 2022.

### Milieux naturels et biodiversité

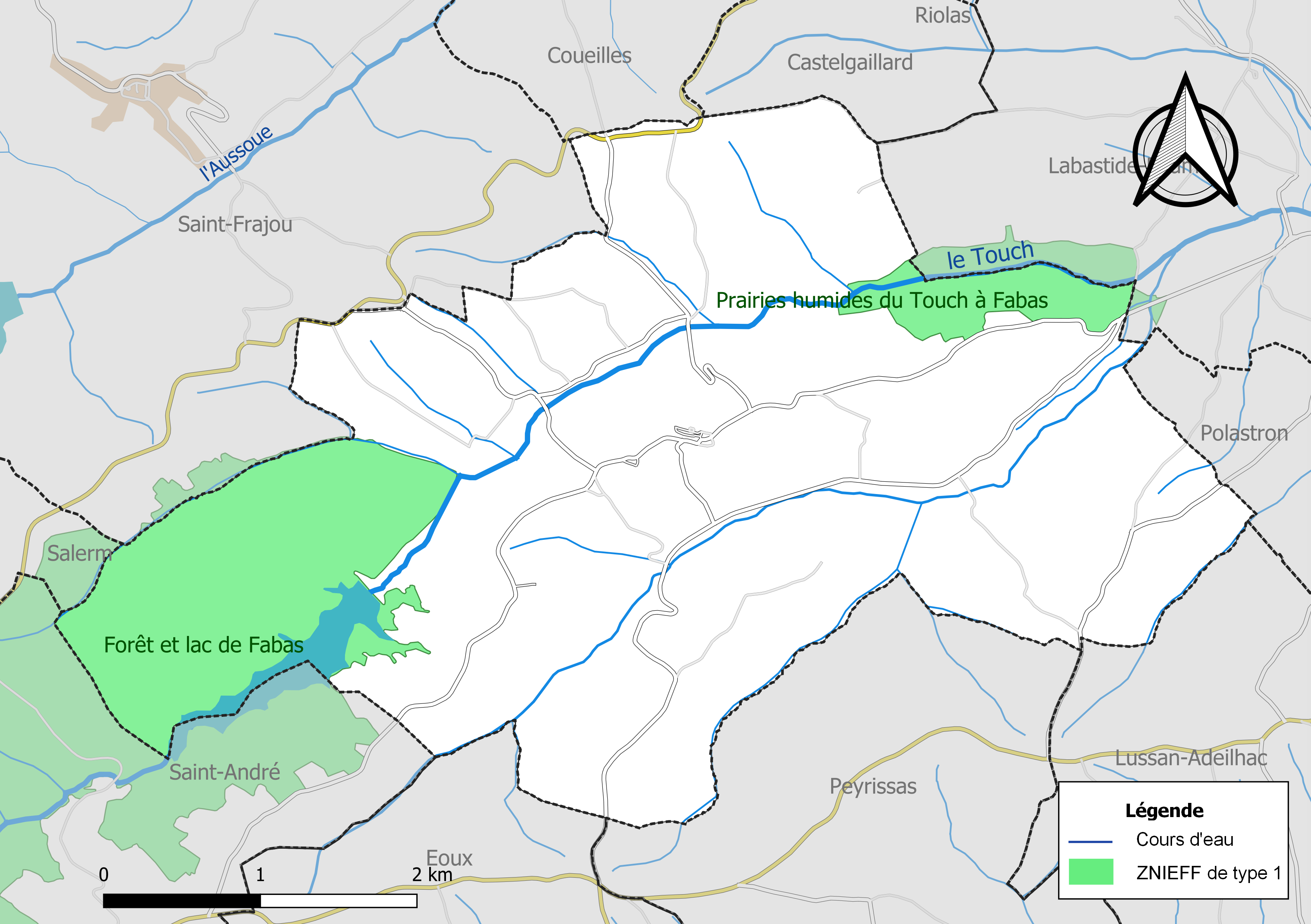
Carte des ZNIEFF de type 1 localisées sur la commune.

L’inventaire des zones naturelles d'intérêt écologique, faunistique et floristique (ZNIEFF) a pour objectif de réaliser une couverture des zones les plus intéressantes sur le plan écologique, essentiellement dans la perspective d’améliorer la connaissance du patrimoine naturel national et de fournir aux différents décideurs un outil d’aide à la prise en compte de l’environnement dans l’aménagement du territoire.
Deux ZNIEFF de type 1 sont recensées sur la commune :
la « forêt et lac de Fabas » (831 ha), couvrant 5 communes du département et 
les « prairies humides du Touch à Fabas » (86 ha), couvrant 2 communes du département.

## Urbanisme

### Typologie
Au 1er janvier 2024, Fabas est catégorisée commune rurale à habitat très dispersé, selon la nouvelle grille communale de densité à sept niveaux définie par l'Insee en 2022.
Elle est située hors unité urbaine et hors attraction des villes,.

### Occupation des sols
L'occupation des sols de la commune, telle qu'elle ressort de la base de données européenne d’occupation biophysique des sols Corine Land Cover (CLC), est marquée par l'importance des territoires agricoles (82,9 % en 2018), une proportion identique à celle de 1990 (82,9 %). La répartition détaillée en 2018 est la suivante : 
terres arables (39,4 %), prairies (29,9 %), forêts (15,2 %), zones agricoles hétérogènes (13,7 %), eaux continentales (1,9 %). L'évolution de l’occupation des sols de la commune et de ses infrastructures peut être observée sur les différentes représentations cartographiques du territoire : la carte de Cassini (XVIIIe siècle), la carte d'état-major (1820-1866) et les cartes ou photos aériennes de l'IGN pour la période actuelle (1950 à aujourd'hui).

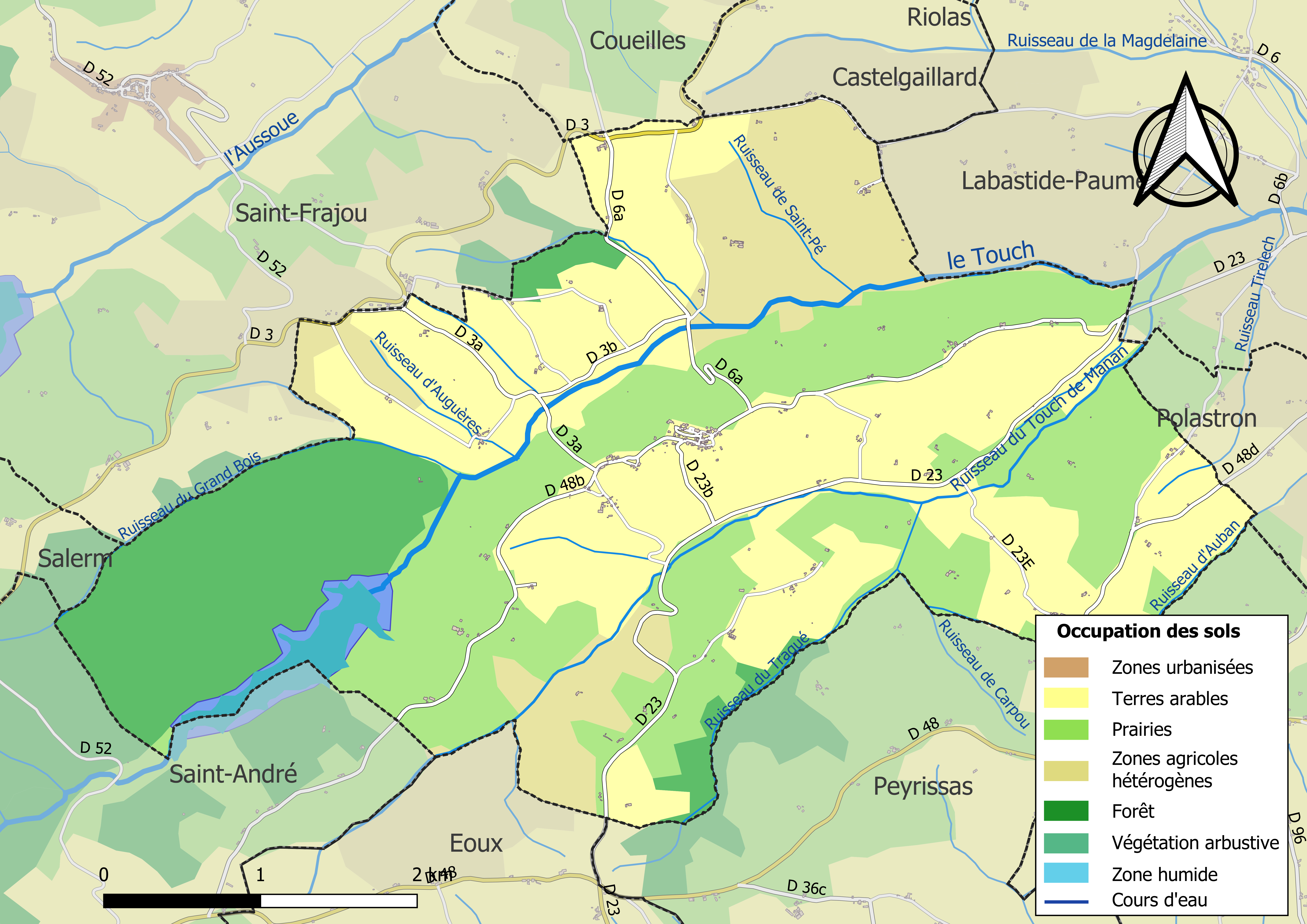
Carte des infrastructures et de l'occupation des sols de la commune en 2018 (CLC).

### Voies de communication et transports
Accès par la route départementale D 23 venant du Pouy-de-Touges puis la D 488.

### Risques majeurs
Le territoire de la commune de Fabas est vulnérable à différents aléas naturels : météorologiques (tempête, orage, neige, grand froid, canicule ou sécheresse), inondations, feux de forêts et séisme (sismicité faible). Un site publié par le BRGM permet d'évaluer simplement et rapidement les risques d'un bien localisé soit par son adresse soit par le numéro de sa parcelle.
Certaines parties du territoire communal sont susceptibles d’être affectées par le risque d’inondation par débordement de cours d'eau, notamment le Touch. La commune a été reconnue en état de catastrophe naturelle au titre des dommages causés par les inondations et coulées de boue survenues en 1982, 1998, 1999 et 2009,.
Un plan départemental de protection des forêts contre les incendies a été approuvé par arrêté préfectoral du 25 septembre 2006. Fabas est exposée au risque de feu de forêt du fait de la présence sur son territoire du massif de Fabas. Il est ainsi défendu aux propriétaires de la commune et à leurs ayants droit de porter ou d’allumer du feu dans l'intérieur et à une distance de 200 mètres des bois, forêts, plantations, reboisements ainsi que des landes. L’écobuage est également interdit, ainsi que les feux de type méchouis et barbecues, à l’exception de ceux prévus dans des installations fixes (non situées sous couvert d'arbres) constituant une dépendance d'habitation,.

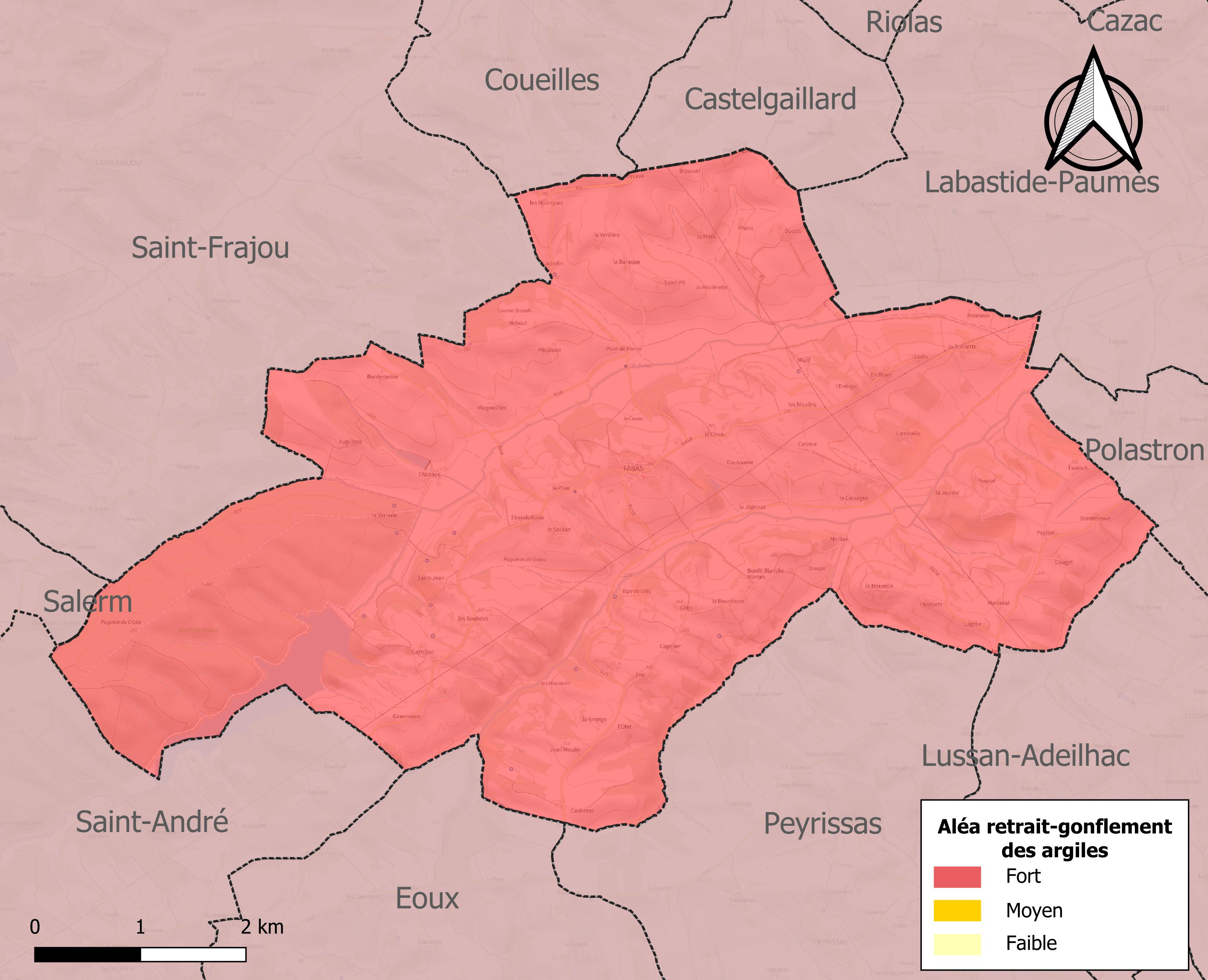
Carte des zones d'aléa retrait-gonflement des sols argileux de Fabas.

Le retrait-gonflement des sols argileux est susceptible d'engendrer des dommages importants aux bâtiments en cas d’alternance de périodes de sécheresse et de pluie. La totalité de la commune est en aléa moyen ou fort (88,8 % au niveau départemental et 48,5 % au niveau national). Sur les 128 bâtiments dénombrés sur la commune en 2019, 128 sont en aléa moyen ou fort, soit 100 %, à comparer aux 98 % au niveau départemental et 54 % au niveau national. Une cartographie de l'exposition du territoire national au retrait gonflement des sols argileux est disponible sur le site du BRGM,.
Par ailleurs, afin de mieux appréhender le risque d’affaissement de terrain, l'inventaire national des cavités souterraines permet de localiser celles situées sur la commune.
Concernant les mouvements de terrains, la commune a été reconnue en état de catastrophe naturelle au titre des dommages causés par la sécheresse en 1989, 1991, 1993 et 2003 et par des mouvements de terrain en 1999.

## Histoire
Pour 1939-1945 voir : 

## Politique et administration

### Administration municipale
Le nombre d'habitants au recensement de 2011 étant compris entre 100 et 499, le nombre de membres du conseil municipal pour l'élection de 2014 est de onze,.

### Rattachements administratifs et électoraux
Commune faisant partie de la huitième circonscription de la Haute-Garonne de la communauté de communes Cœur et Coteaux du Comminges et du canton de Cazères (avant le redécoupage départemental de 2014, Fabas faisait partie de l'ex-canton de L'Isle-en-Dodon) et avant le 1er janvier 2017 elle faisait partie de la communauté de communes des Portes du Comminges.

### Liste des maires
| Période                                  | Période  | Identité            | Étiquette | Qualité                                             |
| ---------------------------------------- | -------- | ------------------- | --------- | --------------------------------------------------- |
| Les données manquantes sont à compléter. |          |                     |           |                                                     |
| avant 1968                               | ?        | Jules-Jean Lassère  | Droite    | Membre de la Chambre d'agriculture de Haute-Garonne |
| mars 2001                                | 2008     | Jean-Claude Larrieu |           |                                                     |
| mars 2008                                | En cours | Alain Estrade       |           | Retraité Fonction publique                          |

## Population et société

### Démographie
| 1793 | 1800 | 1806 | 1821 | 1831 | 1836 | 1841 | 1846 | 1851 |
| ---- | ---- | ---- | ---- | ---- | ---- | ---- | ---- | ---- |
| 804  | 777  | 845  | 848  | 884  | 845  | 876  | 877  | 877  |

| 1856 | 1861 | 1866 | 1872 | 1876 | 1881 | 1886 | 1891 | 1896 |
| ---- | ---- | ---- | ---- | ---- | ---- | ---- | ---- | ---- |
| 889  | 888  | 901  | 880  | 835  | 827  | 735  | 724  | 717  |

| 1901 | 1906 | 1911 | 1921 | 1926 | 1931 | 1936 | 1946 | 1954 |
| ---- | ---- | ---- | ---- | ---- | ---- | ---- | ---- | ---- |
| 633  | 610  | 549  | 435  | 429  | 395  | 394  | 362  | 359  |

| 1962 | 1968 | 1975 | 1982 | 1990 | 1999 | 2006 | 2008 | 2013 |
| ---- | ---- | ---- | ---- | ---- | ---- | ---- | ---- | ---- |
| 322  | 277  | 239  | 244  | 206  | 214  | 211  | 209  | 208  |

| 2018 | 2022 | - | - | - | - | - | - | - |
| ---- | ---- | - | - | - | - | - | - | - |
| 199  | 199  | - | - | - | - | - | - | - |

| selon la population municipale des années : | 1968 | 1975 | 1982 | 1990 | 1999 | 2006 | 2009 | 2013 |
| Rang de la commune dans le département      | 288  | 283  | 343  | 331  | 349  | 366  | 376  | 386  |
| Nombre de communes du département           | 592  | 582  | 586  | 588  | 588  | 588  | 589  | 589  |

### Enseignement
Fabas fait partie de l'académie de Toulouse.

## Économie

### Revenus
En 2018  (données Insee publiées en septembre 2021), la commune compte 85 ménages fiscaux, regroupant 189 personnes. La médiane du revenu disponible par unité de consommation est de 21 280 € (23 140 € dans le département).

### Emploi
|                | 2008  | 2013  | 2018  |
| -------------- | ----- | ----- | ----- |
| Commune        | 9,1 % | 5,2 % | 5,8 % |
| Département    | 7,7 % | 9,6 % | 9,3 % |
| France entière | 8,3 % | 10 %  | 10 %  |

En 2018, la population âgée de 15 à 64 ans s'élève à 120 personnes, parmi lesquelles on compte 65 % d'actifs (59,2 % ayant un emploi et 5,8 % de chômeurs) et 35 % d'inactifs,. En  2018, le taux de chômage communal (au sens du recensement) des 15-64 ans est inférieur à celui de la France et du département, alors qu'en 2008 la situation était inverse.
La commune est hors attraction des villes,. Elle compte 26 emplois en 2018, contre 33 en 2013 et 28 en 2008. Le nombre d'actifs ayant un emploi résidant dans la commune est de 73, soit un indicateur de concentration d'emploi de 35,7 % et un taux d'activité parmi les 15 ans ou plus de 44,2 %.
Sur ces 73 actifs de 15 ans ou plus ayant un emploi, 24 travaillent dans la commune, soit 33 % des habitants. Pour se rendre au travail, 84,9 % des habitants utilisent un véhicule personnel ou de fonction à quatre roues, 1,4 % les transports en commun et 13,7 % n'ont pas besoin de transport (travail au domicile).

### Activités hors agriculture
18 établissements sont implantés  à Fabas au 31 décembre 2019.
Le secteur des autres activités de services est prépondérant sur la commune puisqu'il représente 16,7 % du nombre total d'établissements de la commune (3 sur les 18 entreprises implantées  à Fabas), contre 7,9 % au niveau départemental.

### Agriculture
La commune est dans les « Coteaux de Gascogne », une petite région agricole occupant une partie ouest du département de la Haute-Garonne, constitué d'un relief de cuestas et de vallées peu profondes, creusés par les rivières issues du massif pyrénéen, avec une activité de polyculture et d’élevage. En 2020, l'orientation technico-économique de l'agriculture  sur la commune est la culture de céréales et/ou d'oléoprotéagineuses.
|               | 1988  | 2000  | 2010  | 2020  |
| ------------- | ----- | ----- | ----- | ----- |
| Exploitations | 35    | 23    | 21    | 21    |
| SAU (ha)      | 1 459 | 1 390 | 1 354 | 1 384 |

Le nombre d'exploitations agricoles en activité et ayant leur siège dans la commune est passé de 35 lors du recensement agricole de 1988  à 23 en 2000 puis à 21 en 2010 et enfin à 21 en 2020, soit une baisse de 40 % en 32 ans. Le même mouvement est observé à l'échelle du département qui a perdu pendant cette période 57 % de ses exploitations,. La surface agricole utilisée sur la commune a également diminué, passant de 1 459 ha en 1988 à 1 384 ha en 2020. Parallèlement la surface agricole utilisée moyenne par exploitation a augmenté, passant de 42 à 66 ha.

## Culture locale et patrimoine

### Lieux et monuments
- Abbaye de Fabas
- Ancienne église Saint-Pé-d'Arès datant de la seconde partie du XVIIe siècle, classée au titre des monuments historiques par arrêté du 25 novembre 1991.

Église du hameau avec son cimetière d'origine romane, modifiée au cours des siècles, notamment par agrandissement des fenêtres du chœur. Elle est construite en pierre de taille enduite, le clocher-mur à l'ouest. L'édifice comprend le chœur, la nef unique et une chapelle latérale au nord. Le sol est constitué de dalles de pierre de grandeur inégale. Le plafond de la chapelle à petits caissons en bois peint (1696) est très rare dans la région. Le retable et les décors intérieurs sont du XVIIIe siècle.
- Église Saint-Georges.

### Personnalités liées à la commune
- Marie Lannelongue qui créa une école gratuite pour filles sur la commune.

## Pour approfondir